# Waldorf, Ahrweiler

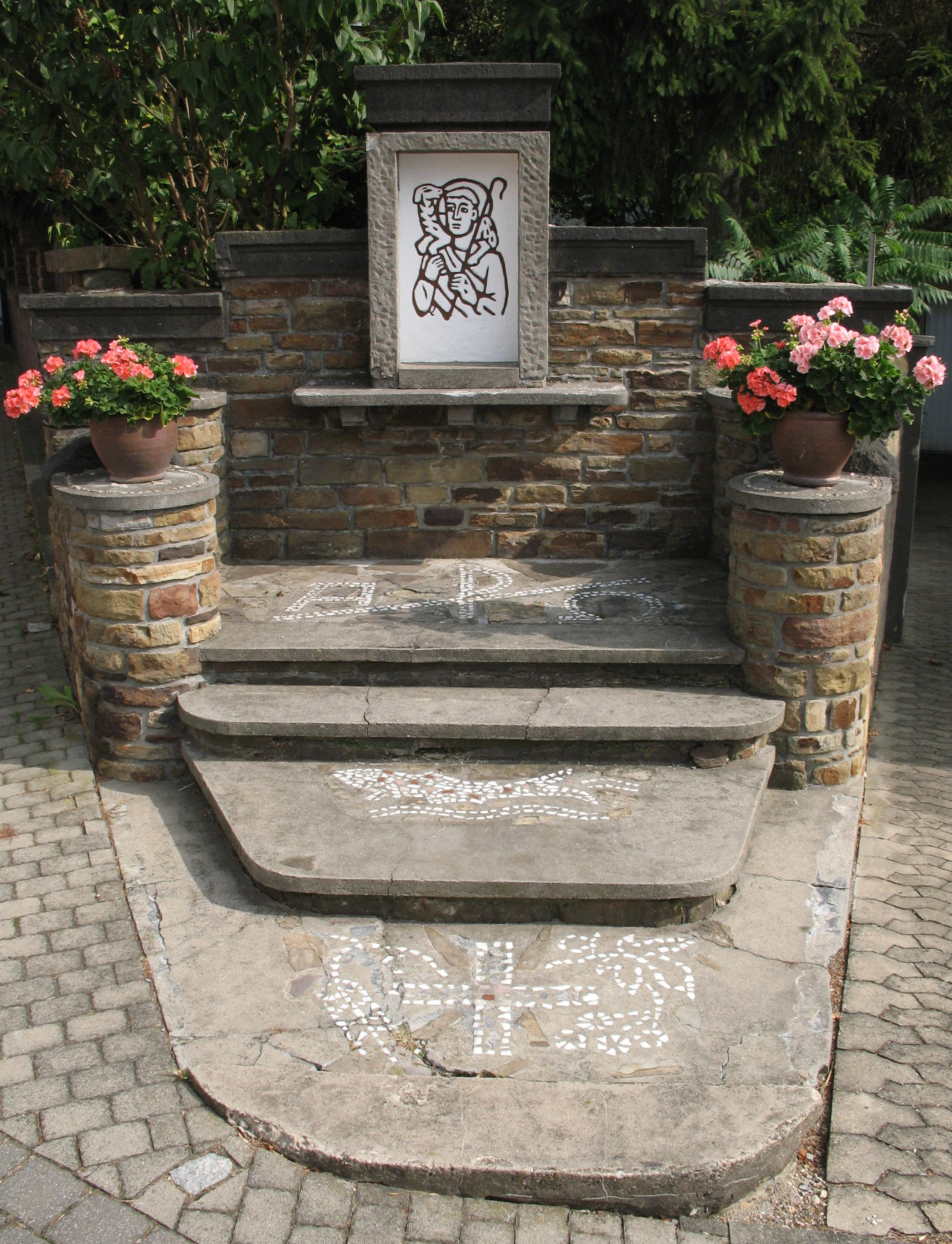

Waldorf là một đô thị ở huyện Ahrweiler, trong bang Rheinland-Pfalz, phía tây nước Đức. Đô thị Waldorf, Ahrweiler có diện tích 7,61 km², dân số thời điểm ngày 31 tháng 12 năm 2006 là 926 người. Waldorf toạ lạc ở đồi phía đông của Eifel trong thung lũng Vinxt giữa Sinzig và Niederzissen, dưới Bausenberg.

## Lịch sử dân số
| - 1815 – 622 - 1835 – 742 - 1871 – 717 - 1905 – 712 - 1939 – 606 - 1950 – 633 | - 1961 – 660 - 1965 – 663 - 1970 – 684 - 1975 – 724 - 1980 – 757 - 1985 – 727 | - 1987 – 778 - 1990 – 798 - 1995 – 839 - 2000 – 893 - 2005 – 926 |

 Nguồn: Statistisches Landesamt Rheinland-Pfalz